# 马青林
马青林（1960年4月—），男，回族，甘肃康乐人，中华人民共和国政治人物，曾任中共临夏回族自治州委副书记、临夏回族自治州州长，甘肃省人大常委会副主任、党组成员。